# Geely LC1
La Geely LC1 (d'abord appelée Panda) est une automobile chinoise lancé en septembre 2008.
C'est une citadine de 5 portes, motorisée par un moteur à essence 3 ou 4 cylindres, de respectivement de 68 et 86 ch, ou d'un moteur électrique.
Elle a un design proche de la Toyota Aygo.